# Casa Sotto de Clonard
La Casa Sotto de Clonard es una casa Condal de origen francés, poseedora de un marquesado, un condado y dos baronías extintas.
No obstante lo anterior, los títulos de Condado de Clonard y Marquesado de la Granada provienen de Irlanda y Nápoles, respectivamente, y son válidos en España desde que el 17 de enero de 1771 se les reconociera y concediera a Miguel de Sotto Herrera. Por Real Despacho se les reconocía su uso y su disfrute en todos los lugares de la Monarquía Hispánica, tanto en Europa como en todas las demás provincias y posesiones españolas repartidas por el mundo.

## Orígenes
La Casa de Sotto es una rama de la Dinastía Carolingia, una de las dinastías más antiguas y grandes de Europa que comprende a todos los descendientes de su fundador Carlos Martel. Procede del hijo del II Duque de Neville Ricardo de Teuton de Neville, Gilberto de Teuton de Neville y Sotto "El Admirable", que casó con Lady I De Courtanneur, y el primer Barón de Sotto fue el hijo de ambos, Harvey I de Sotto.

## Nobles de la Casa de Sotto

### Marqueses de la Granada
- Raimundo María De Sotto Langton, desde el 17 de diciembre de 1778, por su matrimonio con Ramona Abach y Casaviella, marquesa de la Granada
- Serafín María de Sotto y Abach
- Raimundo de Sotto y Campuzano
- Serafín Edmundo De Sotto y Aguilar
- Rosario Blanca de Sotto y de Zea
- José Vicente Cecilio de Sotto
- Francisco Javier Sánchez-Puelles y Antuñano
- José Guijarro de Villa-franqueza Torija de Sotto

### Condes de Clonard
- Harvey de Sotto y Patrick
- Rowland de Sotto y Clonard
- William de Sotto y Lexington
- Roberto de Sotto y Sotto
- Ricardo de Sotto y Jane
- José de Sotto y Patrick
- José de Sotto y de Somery
- José de Sotto y de Cherleton
- José de Sotto y Stafford
- José de Sotto y Despencer
- José de Sotto y Blount
- Tomás de Sotto y Berkeley
- Nicolás de Sotto y Strange
- José de Sotto y Hore de Polehore
- Tomás de Sotto y Cusak
- Lucas de Sotto y Hay de Hill
- Leonardo de Sotto y Devereux de Ballymagir
- José de Sotto y Rossiter
- Eduardo de Sotto y Devereux de Ballymagir
- Miguel de Sotto y Kenny
- Redmond de Sotto y Dalton
- Miguel de Sotto y Herrera
- Raimundo María De Sotto Langton
- Serafín María de Sotto y Abach
- Raimundo de Sotto Campuzano
- Serafín Edmundo De Sotto y Aguilar
- Rosario Blanca de Sotto y de Zea
- José Vicente Cecilio de Sotto
- Francisco Javier Sánchez-Puelles y Antuñano
- José Guijarro de Villa-franqueza Torija de Sotto

### Barones de Sotto
- Harvey de Sotto y de Courtanneur
- Harvey de Sotto y de Courtanneur
- Harvey de Sotto y de Courtanneur
- Harvey de Sotto y Patrik
- Rowland de Sotto y Clonard
- William de Sotto y Lexington
- Roberto de Sotto y Sotto
- Ricardo de Sotto y Jane
- José de Sotto y Patrick
- José de Sotto y de Somery
- José de Sotto y de Cherleton
- José de Sotto y Stafford
- José de Sotto y Despencer
- José de Sotto y Blount
- Edmundo de Sotto y Berkeley
- Eduardo de Sotto y Tiptoft
- José de Sotto y Willoughby
- Eduardo de Sotto y de Grey
- Diego de Sotto Martín

### Barones de Dudley
- José de Sotto y Patrick
- José de Sotto y de Somery
- José de Sotto y de Cherleton
- José de Sotto y Stafford
- José de Sotto y Despencer
- José de Sotto y Blount
- Edmundo de Sotto y Berkeley
- Eduardo de Sotto y Tiptoft
- José de Sotto y Willoughby
- Eduardo de Sotto y de Grey

- Datos: Q20016767